# Volvió la alegría, vieja!
Volvió la alegría, vieja! es el título del segundo disco de la banda punk argentina 2 Minutos, editado en 1995.
En este disco la esencia inicial de la banda del barrio de Valentín Alsina sigue intacto.
El disco contiene doce temas, entre los cuales se puede destacar “Piñas van, piñas vienen”, dedicado a boxeadores como Víctor Galíndez, Carlos Monzón, Nicolino Locche y Horacio Accavallo, al inicio de dicha canción hay una pequeña introducción de Horacio Accavallo, famoso exboxeador argentino de peso mosca.
La mayoría de los temas están dedicados, como en su primer disco, a las vivencias de los integrantes en su barrio y en sus bares.

## Lista de temas
1. Copetín al paso
2. Todo lo miro
3. Ataque
4. Tema de Adrián
5. Borracho y agresivo
6. Laburantes
7. Mosca de bar
8. El mejor recuerdo
9. Vago
10. Otra vez (la casa de Juan)
11. Piñas van, piñas vienen
12. Q.E.P.D.

- Datos: Q6164788